# Sepphoris

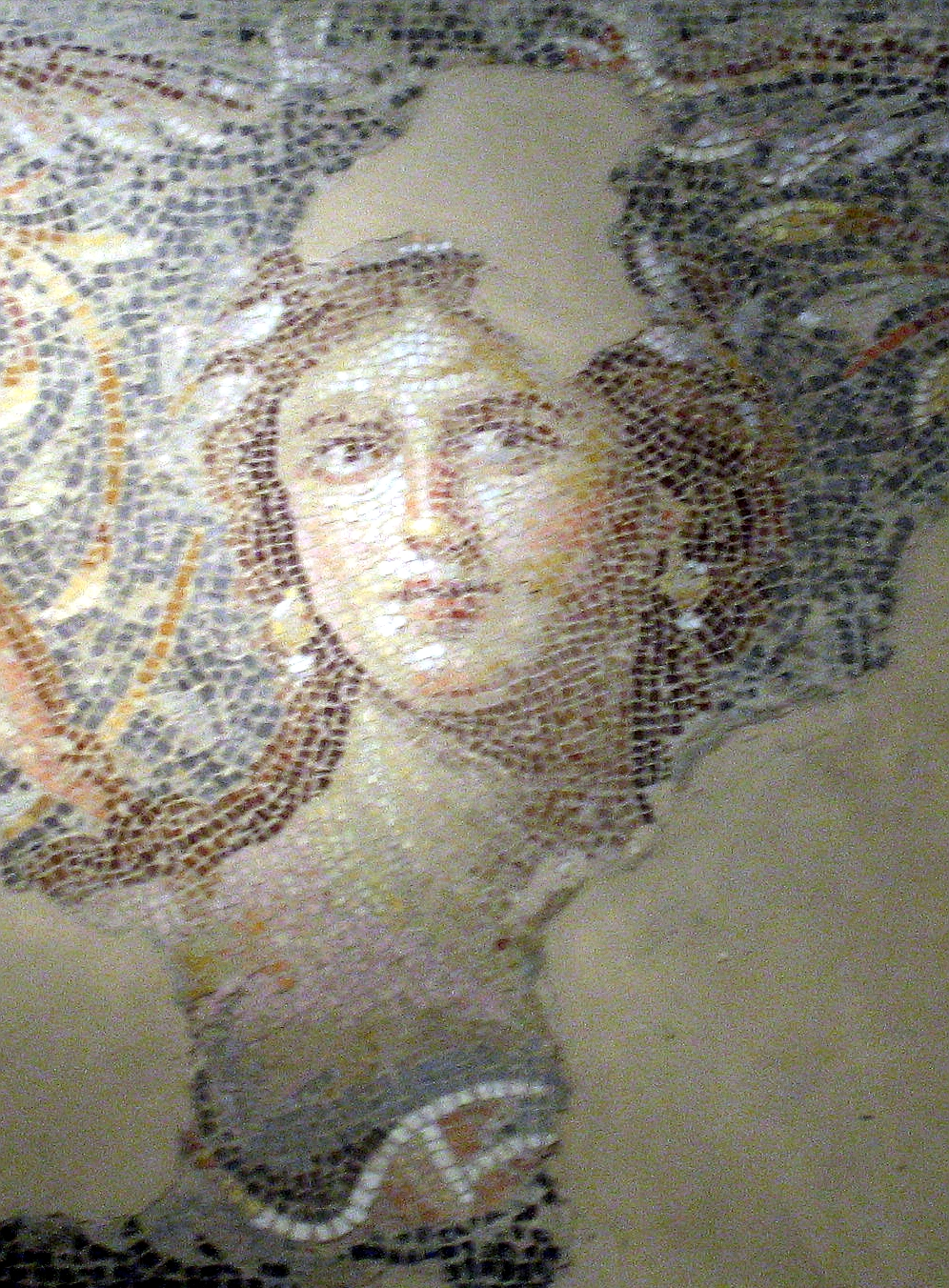
"Mona Lisa a Galileei", imagine de pe un mozaic din „Casa Dionysos” din Sepphoris

Sepphoris (în greacă: Σέπφωρις, după numele ebraic Tzipori ציפורי, în perioada romană Diocaesarea) a fost un oraș antic pe teritoriul Israelului, situat în centrul Galileei inferioare, la 5 km depărtare nord-vest de Nazaret.  O așezare a existat aici încă din epoca fierului II.
Orașul evreiesc sau iudeu a ființat din perioada Regatului hasmoneean și până în secolul al V-lea d.Hr. Evrei au locuit aici până în secolul al X-lea. Locul unde se afla orașul formează în zilele noastre parcul național Tzipori, care se întinde pe o suprafață de 16 kmp. Parcul arheologic a fost deschis pentru public în anul 1992. Săpăturile arheologice la fața locului încă nu s-au încheiat.

## Istoria

### Antichitate

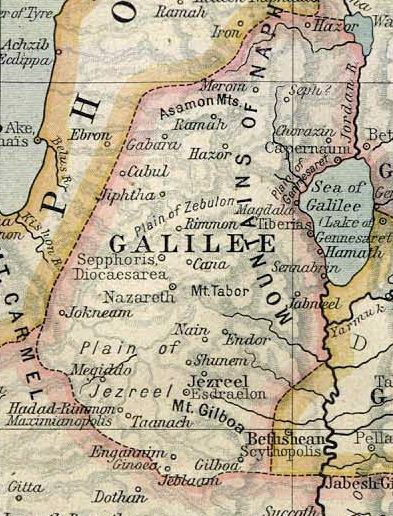
Harta Galilleei antice in secolul I d.Hr.

În acest loc s-au găsit câteva urme care dovedesc existența unei așezări încă din timpul epoci canaanite (s-au găsit produse de olărit canaanite) și a Primului Templu.În secolul al VII-lea î.Hr. a fost fortificată de către cuceritorii asirieni. Ulterior a servit drept centru administrativ sub  babilonieni, persani și în perioada lagidă și seleucidă.

#### Regatul Iudeei sub Hasmonei și Antipatrizi
În anii celui de al Doilea Templu, Tzipori (Sepphoris)  a fost un oraș însemnat și este menționat în numeroase izvoare.
Ea a fost cucerită, se pare, de regele hasmoneu Yehuda Aristobulos I, prin 104 î.Hr. și este menționată prima dată sub acest nume în timpul domniei regelui hasmoneu al 
Iudeei, Alexander Yanay  Se amintește că a fost asediat fără succes de regele Ciprului,Ptolemeu Lathyrus, în timpul conflictului dintre acesta și Alexander Yanay.  
În Talmudul babilonean (Meghila 6a) numele său, legat de cuvântul ebraic „tzipor” („pasăre”), este explicat ca venind de la faptul că "e așezat pe vârful muntelui ca o pasăre Nu e vorba de fapt de un cuib de vultur veritabil, înălțimea la care se află fiind de numai 115 metri deasupra Văii Beit Netofa, dar totuși el permite  controlul vizual al ținutului din jur.
I se mai spunea și Reket רקת , deoarece era înălțată ca malul unui râu (în aramaică - Rakta dinehara רקתא דנהרא).
Altă denumire a lui era Kitron (קיטרון) (Talmud Bavli, Meghila, 6. În Mishna se spune ca era înconjurat de ziduri încă din timpurile lui Yehoshua bin Nun.
Sepphoris a intrat sub dominația romanilor în urma expediției în Iudeea a lui Pompeius în 63 î.Hr. Între inițiativele luate de și de colaboratorul său, proconsulul  Aulus Gabinius, se cunoaște împărțirea administrativă a regatului iudeu în cinci districte, iar ,pentru a împiedica crearea unui singur centru de putere evreiesc, punerea așezărilor iudeilor sub jurisdicția a cinci tribunale religioase, dintre care unul în Tzipori. În anul 55 î.Hr. Gabinius a acordat orașului Tzipori statutul de capitală a districtului Galileea.
În iarna anului 39/38 î.Hr. în vremea unei furtuni de zăpadă Tzipori a fost cucerit regele Irod cel Mare din mâinile lui Matityahu Antigonos. Când Irod a pus stăpânire pe Galileea, Sepphoris-Tzipori a continuat să fie capitala de district. După moartea acestuia, Yehuda ben Hizkiya a condus o răscoală la Tzipori și a provocat la luptă forțele romane trimise de guvernatorul Siriei, Varus. Drept urmare orașul a fost ars, iar locuitorii vânduți ca sclavi. Fiul lui Irod, Irod Antipa, care a preluat controlul în Galileea și Pereea, l-a reconstruit ca Autokratoris ,l-a refortificat și l-a populat cu iudei și cu neevrei politeiști .
Dar el a ctitorit și orașul concurent Tiberias, care i-a răpit Sepphorisului poziția de centru principal al Galileei.  În timpul domniei lui Agripa al II-lea  capitala Galileei a fost restabilită la Sepphoris.
Ca guvernator al Galileei, Yosef ben Matityahu a fortificat orașul. În timpul Marii Revolte a evreilor împotriva romanilor, locuitorii înstăriți din Sepphoris-Autocratis, s-au separat de ceilalți răsculați și au semnat cu romanii un acord de pace separat în anul 67.  În acea perioadă au fost emise în oraș monede cu inscriptia „Neronias” (în cinstea împăratului Nero) sau Eirenopolis  („Orașul păcii”). Josephus Flavius a scris în cartea sa, „Războiul iudeilor” despre Sepphoris, pe care o numea „podoaba întregii Galilee”:"Tzipori a închis porțile orașului în fața mea și a interzis cetățenilor săi să se alăture la oastea iudeilor... în acest oraș au venit în întâmpinarea lui "Aspasianus" (Vespasian) și oamenii din Tzipori au fost singurii dintre locuitori Galileei care au cerut pace romanilor.

#### Dominația romană nemijlocită. Evrei și politeiști
Sepphoris a bătut în secolul I monede proprii, de pildă în vremea domniei lui Antoninus Pius ele erau decorate cu motive politeiste. După răscoala din vremea lui „Kitos” (Polmos Kitos, după numele guvernatorului roman Lusius Quietus ) (115 d. Hr) până la răscoala lui Shimon Bar Kohba  consiliul orașului a încăput în mâinile politeiștilor eleniști, după mărturia Talmudului „aramei” și veterani romani  . Evreii l-au recăpătat la mijlocul secolului al II-lea. Sepphoris se numea în acea perioadă Diocaesarea.
După răscoala lui Bar Kohba, în care evreii din Tzipori, o mare parte din ei loiali stăpânirii romane, nu au fost implicați direct, au sosit noi locuitori în oraș. Din punct de vedere economic, s-a dezvoltat mai ales ramura alimentară, mai târziu meșteșugurile textile. Între personalitățile orașului în secolul al II-lea-al III-lea s-au distins tanaimii  Abba Halafta și fiul său, Rabi Yossi, rabi Shimon ben Gamliel și fiul acestuia, Rabi Yehuda Hanassi numit pe scurt Rabi.
Talmudul povestește că clima la Tzipori era foarte prielnică pentru sănătatea acestuia din urmă. Inițial locuind la Beit Shearim, el s-a mutat împreună cu Sanhedrinul la Tzipori, unde a desăvârșit scrierea Mișnei (circa 220 d.Hr.) După moartea sa Sanhedrinul s-a mutat la Tiberias, dar președinții lui au rămas încă la Tzipori încă mai multe decenii până prin vremea lui Dioclețian La Tzipori s-a refugiat și familia de preoți (mishmoret cohanim) Yedaya sau Amok.

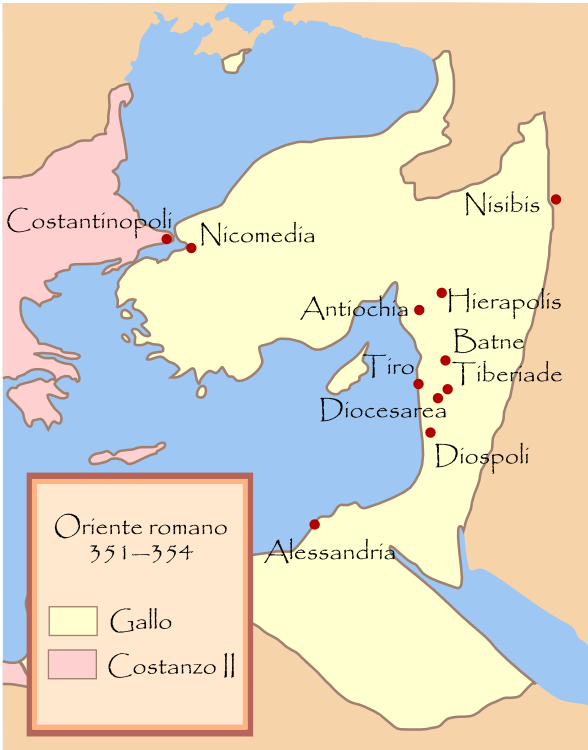
Orientul roman in timpul lui Constantius Gallus. Se distinge în nordul Palestinei oraşul Diocaesarea, în ebraică Tzipori

În luna iulie 351 a izbucnit lângă Tzipori "revolta din vremea lui Gallus". Împăratul din răsărit,Constantius Gallus a trimis o oaste care a reprimat-o. Orașul a fost distrus dar apoi reconstruit iarăși.  
Din perioada romană s-a prezervat ruinele sistemului perfecționat de aprovizionare cu apă și un teatru.
Evreii au continuat să aibă o pondere însemnată în oraș în cursul secolului al III-lea. Așa dovedesc mărturii creștine (Eusebius) și talmudice. De asemenea până la începutul secolului al IV-lea Diocaesarea și-a păstrat și locul de frunte în colectivitatea evreiască din Palestina, alături de Tiberias. După unele surse în oraș au existat la un moment dat 18 sinagogi  , între care și o sinagogă a unor evrei repatriați din Babilon și beit hamidrash-ul cel mare „Sidra Rabba” , de asemenea pieți de comerț activate de evrei. Comercianții se foloseau de măsuri și greutăți specifice orașului.
Monedele emise de oraș în timpul împăraților Eliogabal și Caracalla conțin inscripții favorabile relațiilor bune cu Roma, cum nu se pot vedea pe monedele altor orașe.De pildă:
„Diocaesarea cea sfântă și oraș adăpost autonom , loial,alianță de fraternitate și ajutor reciproc între sfatul cel sfânt și Senatul poporului roman”
.
.
Prezența de neevrei politeiști este evidențiată atât de Talmud, cât și de excavațiile arheologice care au dat la iveala  citadela (în arameică:hakra) regală, cu soldați romani, un templu roman în cinstea triadei capitoline, un teatru.

#### Creștinismul la Sepphoris
În secolul al IV-lea  creștinismul, devenit religie oficială, a început sa se întărească la Sepphoris. 
După  tradiția creștină, la Tzipori au locuit Ioachim și Ana, părinții Fecioarei Maria. Încă în Evanghelia după Luca 8,31, se vorbește de Ioana, soția lui Huza,economul regelui Irod Antipa, care a devenit una din discipolele lui Iisus. Se presupune ca ea și soțul ei locuiau la Sepphoris, unde se afla palatul lui Irod Antipa. Talmudul babilonean (Avoda zara, 16,72) povestește că în piața din Sepphoris activa un învățător pe nume Iacob (Yaakov) din Kfar Sakhaniya. unul din discipolii lui Iisus.
Evreul convertit Yossef Comes din Tiberias (numit „Comes” de către împăratul Constantin) a întemeiat aici o biserică..
Se pare că la scurt timp după apariția creștinismului, s-au stabilit în localitate adepți ai noii religii.
În veacul al V-lea orașul a primit statutul de episcopie.

### Evul mediu
În cursul veacurilor următoare, sub bizantini, scurta dominație sasanidă persană și sub califii arabi, localitatea s-a micșorat în mare măsură. După documente păstrate în Gheniza din Cairo, comunitatea evreilor a mai dăinuit la Tzipori cel puțin până în secolul al X-lea.
În epoca cruciaților a fost ridicată aici o biserică. De la "izvoarele Sepphoris" au pornit la drum  în anul 1187 cruciații conduși de Guy de Lusignan pentru a-l înfrunta pe Salah ad-Din în Bătălia de la Hattin.
În 1263 localitatea a fost cucerită de mamelucii conduși de sultanul Beibars.
Sub stăpânirea arabă-musulmană denumirea locului s-a arabizat în Safuriye.

### Istoria modernă și contemporană
În anul 1516 în urma luptei de la Mardj Dabak, teritoriul Palestinei, inclusiv Safuriye și întreaga Galilee, a intrat sub dominația Imperiului Otoman.
În secolul al XVIII -lea stăpânitorul Galileei, Dahr al Omar,a transformat cetatea ruinată Safuriye într-o școală pentru copiii din localitate. 
În timpul Marii Revolte Arabe din Palestina în 1936, armata mandatară britanică a înființat în orășel o poziție militară. 
În cursul Războiului arabo-israelian din 1948-1949 orășelul a fost cucerit în operația Dekel (Palmierul) de catre brigada Karmeli a armatei israeliene, iar locuitorii săi au fugit.
O parte din ei s-au stabilit mai apoi in cartierul Safafa din Nazaretul vecin.
În anul 1949 la poalele dealului, evreii au înființat moșavul Tzipori.

## Excavațiile arheologice
În decursul anilor au fost locul a fost cercetat de mai multe expediții arheologice, uneori concomitent.
Excavațiile au început în 1931 sub conducerea lui Leroy Waterman de la Universitatea Michigan. Săpături ulterioare au fost făcute între anii 1983-2003 de o echipă de arheologi condusă de Jeff Strange de la Universitatea Tampa din Florida. Aceștia din urmă au descoperit teatrul, un mare edificiu public care probabil a slujit drept agora. Între anii 1985-1989 au lucrat în acest site arheologic și o echipă comună de cercetători de la Universitatea Duke din Statele Unite și Universitatea Ebraică din Ierusalim sub conducerea lui A Myers, K Myers și Ehud Netzer. Echipa de la Universitatea Duke a revenit în zonă pentru noi perioade de săpături între anii 1993-2000. O altă misiune arheologică care a lucrat și mai lucrează aici din partea Universității Ebraice, a fost condusă începând din anul 1990 de profesorii Zeev Weiss și Ehud Netzer, din anul 1995de către Zeev Weiss. Aceasta a dezvelit cea mai mare parte a teritoriului orașului de jos, inclusiv sinagoga, Casa Sărbătorii Nilului, baia, precum și sistemul de străzi cuprinzând Cardo și Decumanus.    
În anul 1975 a început prospectarea apeductelor de către arheologi de la Universitatea Tel Aviv sub conducerea lui Tzvi Tzuk. Această prospecțiune a dus la excavațiile din rezervorul antic de apă din anii 1993-1994.

## Descoperirile arheologice

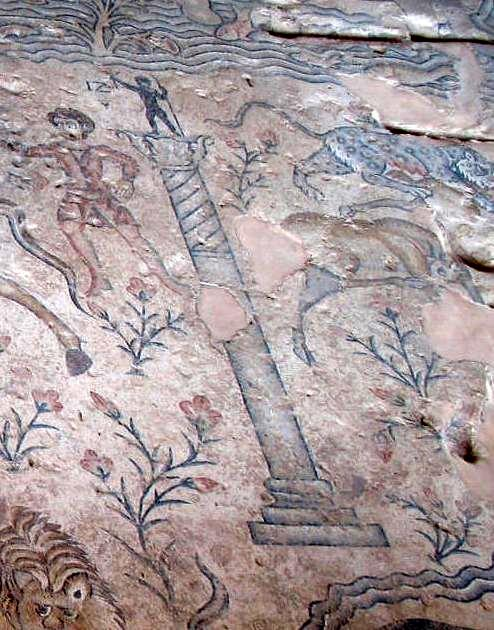
O parte din "mozaicul Nilului". Se poate vedea un rob ţinând o făclie în scopul transmiterii de mesaje

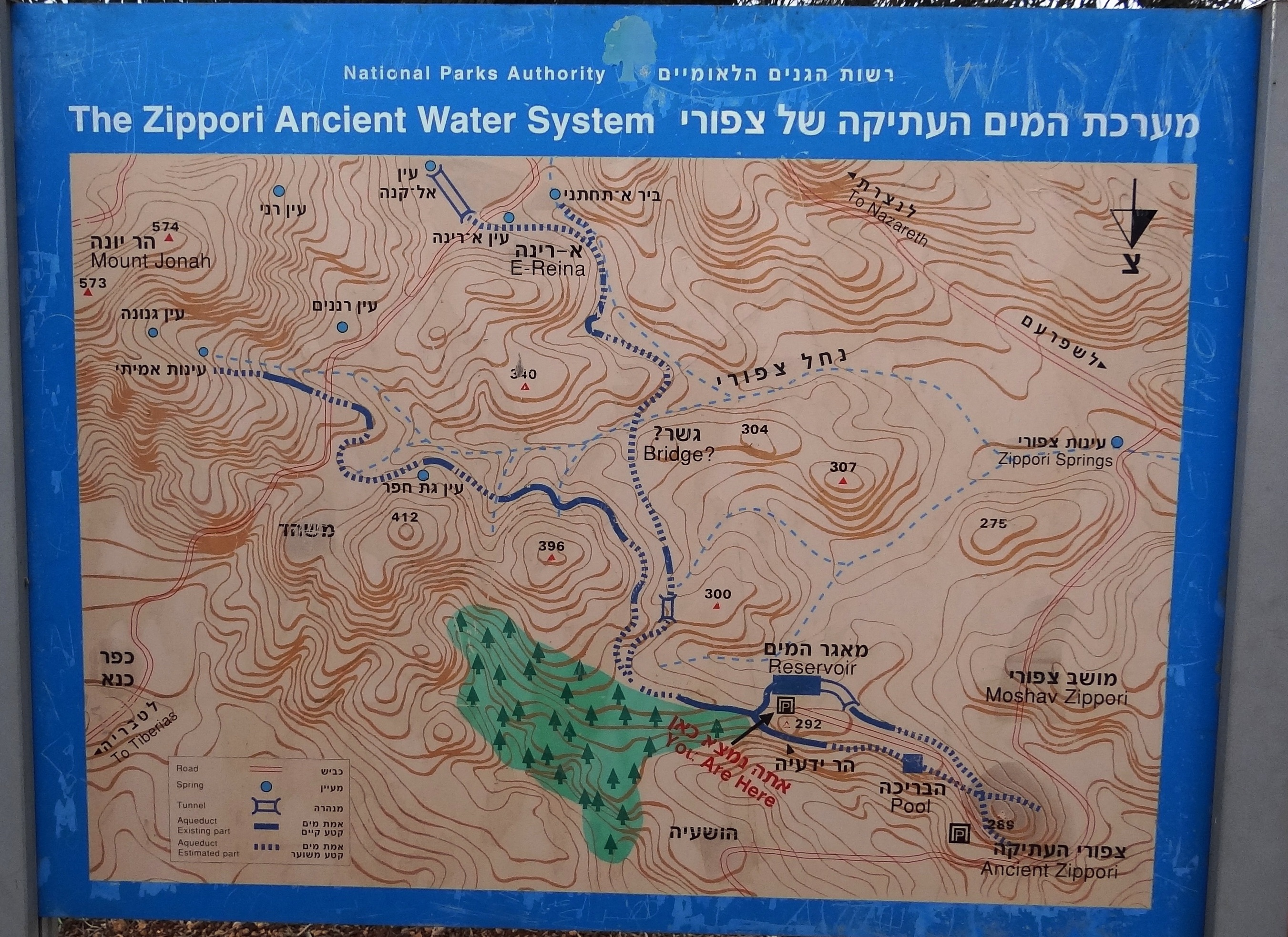
Harta sistemului de aprivizionare cu apă de la Sepphoris

Majoritatea descoperirilor provin din epoca romană și cea bizantină.
Între edificiile și structurile arhitectonice descoperite se pot menționa:
- sinagoga antică, cu pavimentul mozaicat din secolul al V-lea (de după răscoala contra lui Gallus)

O inscripție în limba greacă consemnează că clădirea a fost zidită "de Glasios, skolastikonul și comesul cel vestit fiul lui Aetius Comes,  de Yehuda, conducătorul comunității (rosh hakneset),de conducătorul comunității Sidonios, zidurile au fost clădite în cinstea faimosului conducător al comunității din Tyr, Afrodisios" 
- vila romană, prevazută și ea cu mozaicuri colorate
- teatrul din epoca romană, din secolul I d. H., care a avut circa 4,500 de locuri.
- biserica cruciată, întemeiată, după tradiție, pe locul unde a fost casa părinților Mariei, mama lui Iisus.
- Casa sărbătorii Nilului, care într-una din camere, adăpostește un mare mozaic, care descrie Sărbătoarea Nilului în Egipt, și conține picturi de plante și animale, sistemul stradal al orașului.
- un edificiu public din sec. I-IV d.H., care a găzduit, probabil, piața orașului
- clădiri din epoca celui de-al Doilea Templu, a Mishnei și a Talmudului, incluzând băi rituale evreiești - mikvaot, care oglindesc prezența evreilor în localitate
- rezervor antic de apă, care a furnizat apă orașului prin doua apeducte
- citadela (Akra sau în arameică Hakra) care i-a slujit mai întâi pe romani, devenind mai târziu o citadelă a cruciaților și a otomanilor, fiind rezidită în secolul al XVIII-lea - a servit ulterior drept școală pentru copii ai localității Safuriye- În prezent ea este muzeu și adăpostește exponate arheologice din diverse perioade

## Aprovizionarea cu apă

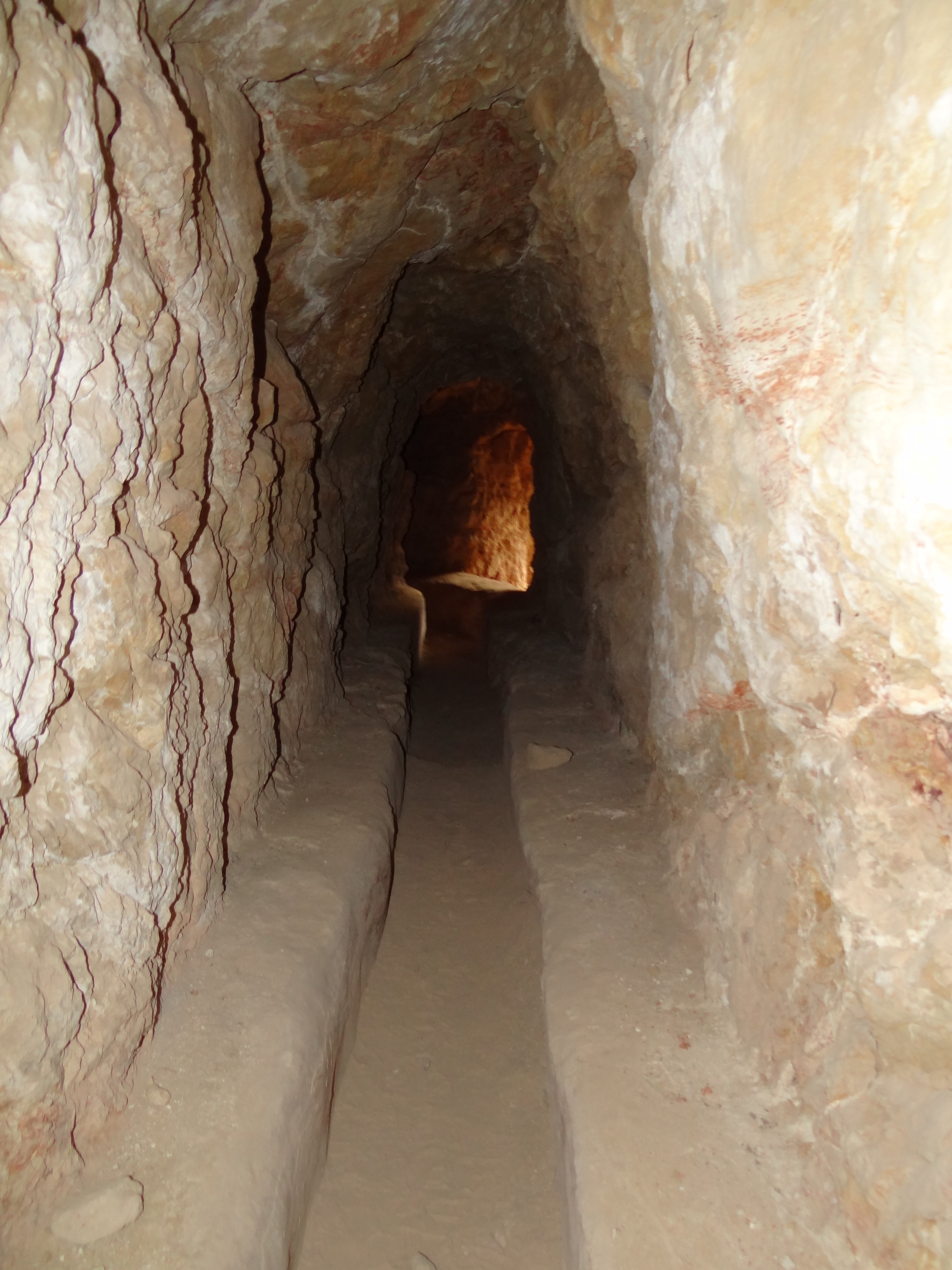
Tunelul celor şase puţuri, la capătul tunelului se vede ieşirea din puţul nr.6

Sistemul de aprovizionare cu apă al orașului cuprindea patru apeducte care porneau de la izvoare din Munții Nazaretului, rezervoare de apă și un tunel. De asemenea, în partea de sus a orașului s-au construit niște cisterne. Rezervorul cel mare de apă se găsea la un kilometru și jumătate la răsărit de așezare. Un apeduct, zidit în stâncă, începea lângă satul Meshhed. Al doilea apeduct pornea de lângă satul Reina. Izvoarele aveau un debit de 40 metri cubi pe oră. Cele două apeducte amintite au fost reunite, în continuare, într-unul singur. Înaintea rezervorului de apă, apeductul s-a despărțit iarăși în două ramuri. Ramura nordică ducea la bazinul cunoscut ca „bazinul Meshhed”, lung de 21 m și larg de 14 metri. Adâncimea bazinului era aproximativ de 2.5 metri. În continuarea acestui bazin s-a găsit un rezervor de apă suplimentar, denumit Rezervorul Haruv. Acest rezervor, prevăzut cu un tavan, era lung de 9 m și larg de 5 m. El a fost tencuit cu două straturi de tencuială. Pe tencuială s-au aflat gravate două desene: cel al unui pătrat divizat în mai multe unități mai mici, și - pe peretele de est - desenul unor cercuri concentrice. Cercetătorii presupun că acest din urmă rezervor a precedat rezervorului cel mare.
Rezervorul cel mare, zidit în calcar, era lung de 260m, larg de 2-4 metri și înalt de 10 metri. El putea să acumuleze până la 4,300 metri cubi de apă. În unele locuri, rezervorul era prevăzut cu arcade de sprijin. La intrare el avea o cisternă de decantare adâncă de 5 metri. Rezervorul a fost construit în două etape: prima în cursul secolului al II-lea, iar a doua în secolul al IV-lea. El a fost utilizat până în secolul al VII-lea. Din rezervorul cel mare apa se scurgea printr-un tunel denumit „tunelul celor șase puțuri”. Tunelul era lung de 235 metri, înalt de 1-3 metri și lat de 80 centimetri. Panta tunelului pe parcursul traseului său era de jumătate de metru. Tunelul a acționat între secolul al II-lea și secolul al VII-lea și conținea șase puțuri, construite în diagonală dinspre suprafață în interiorul tunelului. Ele au slujit săpătorilor antici pentru a pătrunde în tunel și a săpa în interiorul lui. Fiecare segment al tunelului a fost săpat de două grupuri de săpători, care s-au scoborât prin puțuri, unii săpând la dreapta, iar alții la stânga, până ce s-au întâlnit la mijlocul segmentului. 
În interiorul tunelului a fost creat un canal tencuit înalt de 40 centimetri și lat de 30 centimetri. Tunelul a fost construit cu târnăcoape. Pe peretele tunelului au fost săpate nișe pentru lumânări de ulei.
În puțul cel mai estic, puțul 1, exista o ecluză care permitea reglarea apei. Apa din tunel ieșea prin apeductul îndreptat spre oraș. Din acest apeduct s-a dezvelit în excavațile arheologice circa jumătate de kilometru. Lărgimea lui era de 30 centimetri, iar adâncimea de 40 cm. Panta apeductului, dintre punctul de ieșire și capătul său, era de 85 centimetri. Apeductul intra în oraș la o altitudine de 270 metri deaspura nivelului mării. Aceasta era cu 30 metri mai mică decât altitudinea maximă a orașului. În această parte a orașului cisternele au servit la acunularea apei de ploaie. Pe suprafața pământului unul din apeducte era însemnat prin stâlpi albaștri. Se poate astfel urmări traseul său, chiar dacă nu a fost excavat pe tot cuprinsul său.
O altă sursă de apă era reprezentată de izvoarele râului Nahal Tzipori, al cărui debit ajungea la 110 metri cubi pe oră.
Cercetarea sistemului de aprovizionare cu apă a fost inițiată în anii 1980 de către Tzvi Tzuk. Rezervorul cel mare a fost excavat în anii 1993-1994 și a fost deschis pentru vizitele publicului larg în anul 1995. El a fost supus în anii 2002-2003 unor noi cercetări, care s-a concentrat asupra unei părți din sistemul de apă situată mai aproape de localitate, ca de pildă rezervorul Meshhed, rezervorul Haruv și apeductele care duc la aceste rezervoare.
Tunelul celor șase puțuri a fost descoperit în excavațiile din anul 1993 și a fost făcut accesibil publicului în martie 2012. Vizitarea lui este posibilă prin casa scărilor din puțul nr. 4 ieșirea fiind prin puțul nr. 6. Tunelul nu este luminat. Lungimea segmentului ce poate fi vizitat este de 90 metri.

## Casa Dionysos
„Casa Dionysos” este numele dat somptuoasei vile romane clădite pe vârful dealului, în apropierea teatrului. Acest nume se datorește pardoselii de mozaic din tricliniumul central care descrie cultul și viața zeului vinului Dionysos. Clădirea cu două etaje, având o lungime de 40 metri și o lățime de 23 metri, a fost construită în secolul al III-lea și cercetătorii presupun că a fost distrusă în cutremurul de pământ din anul 363.
Săpăturile au evidențiat  încăperi subterane care serviseră drept prăvălii si locuințe, de asemenea o curte interioară înconjurată de un peristil din toate cele patru părți, o sala de toaletă. În nordul curțiiț se afla o sală de mese denumită triclinium, încăperea cea mai mare și mai splendidă a vilei. Diversele încăperi erau acoperite cu mozaicuri. Pavimentul cu mozaic al tricliniumului conține într-unul din medalioanele care îl ornamentau, figura unei femei de o remarcabilă frumusețe, care a fost poreclită în vremea noastră „Mona Lisa de la Sepphoris”. Pe culoare și în alte încăperi se pot vedea mozaicuri cu desene geometrice..
În cadrul lucrărilor de conservare a clădirii, au fost construite ziduri, precum și un acoperiș. În interiorul ei, deasupra tricliniumului, s-a construit un pod care permite traversarea pe deasupra pavimentului de mozaic, și o bună observare a acestuia.
De asemenea pe balustradă au fost așezate tablițe care explică scenele diferite desemnate de mozaic.

## Sinagoga

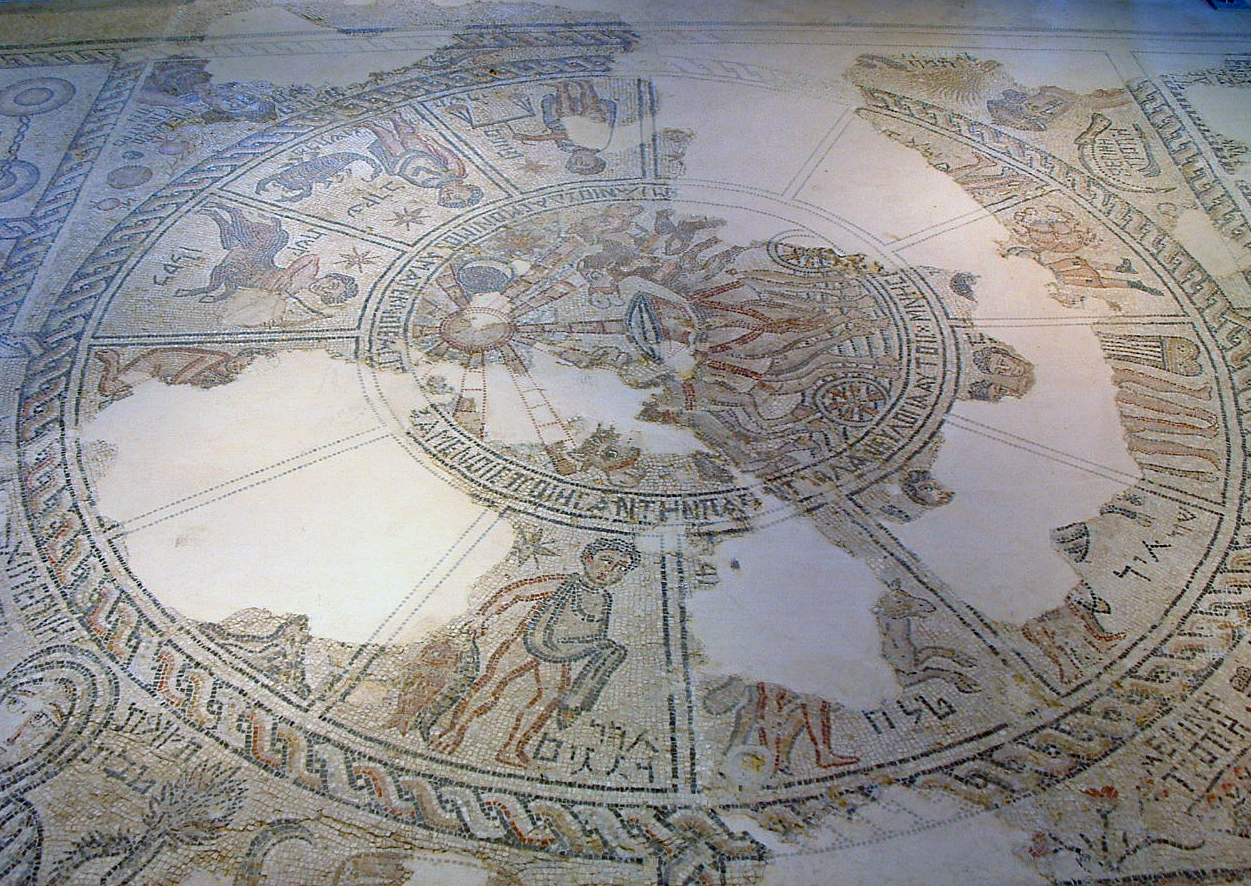
Mozaic înfăţişând zodiacul găsit la Sepphoris în sinagoga antică datând din vremea romană, secolul al V-lea

În excavația arheologică executată în 1994 de Universitatea Ebraică în nordul sitului arheologic de pe povârnișul dealului lângă parkingul intern, a fost dezvelită clădirea unei sinagogi antice. Ea se afla in mijlocul unui cartier de locuințe construit în epoca romană. Clădirea a fost apreciată ca datând din secolul al V-lea.
Ea este rectangulară, conținând o sală lungă de 15 metri și lată de 7 metri. La intrarea în camera de rugăciune se afla o cameră  prin care se intra în sală. Direcția în care se facea rugăciunea în sală era contrarie direcției Ierusalimului.  
Pavimentul sălii de rugăciune conținea un mozaic, având inscripții în limba arameică, consacrate, după câte se pare, celor care au donat pentru zidirea lăcașului de cult. 
„{רן”—דכיר לטב   de bună amintire 
יודן בר   Yudan Bar
יצחק הכוהן Itzhak Hacohen
ופריגרי ברתה    fiica lui
אמן אמן Amen Amen
Pe podea se văd și scene biblice ca de pildă Sacrificiul lui Isaac, scene de aducere de jertfe, Menora cu șapte brațe, un coș cu prinosul primelor roade (Bikurim) etc. În centrul podelei se afla zodiacul, asemănător cu cel de la sinagoga antică din Beit Alfa.
În cadrul operațiilor de conservare a clădirii, au fost construiți pereți și un acoperiș. În sudul sălii a fost construită o scenă care permite o privire mai comodă a mozaicului de pe podea. În plus au fost adăugate pe balustradă tăblițe care explică imaginile de pe mozaic.

## Teatrul
Teatrul a fost construit pe o coastă a dealului, fiind exploatate datele topografice existente la fața locului,
Locurile spentru spectatori au fost săpate în deal. Se consideră ca construcția lui s-a desfășurat la sfârșitul secolului I sau începutul secolului al II-lea d.Hr. și ca a fost în folosință până în epoca bizantină.
Teatrul are forma unui semicerc cu un diametru de 70 metri și avea circa 4,500 de locuri. Peste locurile săpate se aflau scaune în piatră din care o parte au fost furate încă în vremuri vechi. Restul au fost găsite în cursul săpăturilor, dar nu in situ.      
Au fost identificate cinci intrări, trei din ele aflate între locurile spectatorilor, iar două la marginile scenei. În față se afla scena din piatră, iar înapoia ei s-au găsit urmele unui perete care servea drept fond actorilor si care și închidea edificiul. În fata scenei se aflau niște nișe.   
planul teatrului din Sepphoris, în cartea T.Baras et al.  ... P.114

### Zona locuințelor din perioada celui de al Doilea Templu, a Mishnei și Talmudului
În partea de apus a dealului aproape de citadelă se află o zonă unde s-au excavat numeroase edificii construite dens, în apropierea străzii pavate. Aici s-au descoperit multe băi rituale - mikva tohora care sunt mărturia civilizației iudaice locale. S-au găsit și numeroase puțuri de apă. De assemenea a fost descoperita aici și o carieră de piatră din secolele I - al II-lea î.Hr. precum și o clădire de dimensiuni mai mari. La parterul acesteia s-au găsit de asemenea băi rituale evreiești.

## Legături externe
- Sepphoris pe situl PACE = Project on ancient cultural engagement, York University[nefuncțională]
- Paula Fridriksen, Boston U., Erik Meyers, Duke U.- The Surprises of Sepphoris,symposium Jesus Many Faces, april 1998 Frontline, PBS,WGBH (Waltham Great Blue Hill-TV Boston) educational program
- Tzvi Baras et alEretz Israel mihurban Bayit Sheni vead hakibush hamuslemi, historia politit, hevratit vekalkalit (ebraică), Hotzaat Yad Ben Tzvi, Yerushalaiym ,Tashmav (Țara Israelului de la distrugerea celui de-al Doilea Templu și până la cucerirea de către musulmani, istoria politică, socială și economică,vol.1 Editura Institutului Ben Tzvi, Ierusalim 1982)